# Yankeetown
Yankeetown è un comune degli Stati Uniti d'America, situato nello Stato della Florida, nella contea di Levy.